# Paola Balducci
Paola Balducci (Roma, 14 novembre 1949) è una politica e giurista italiana, dal 18 settembre 2013 è membro del Consiglio di presidenza della Corte dei conti, dal 23 settembre 2014 è membro laico del CSM.

## Biografia
Allieva di Giovanni Conso e di Giuliano Vassalli, si è laureata in Giurisprudenza, all'Università di Roma La Sapienza. È professore associato di diritto processuale penale presso l'Università del Salento. Ha fatto parte della commissione che ha elaborato il nuovo Codice di procedura penale.
Dal 1976 esercita la professione di avvocato; è iscritta nell'Albo speciale dei Cassazionisti dal 1990.
È stata consulente per l'Alto Commissariato Straordinario del Governo per le iniziative Antiracket ed Antiusura (2000).
Nel 2002 è candidata in quota Verdi come componente laico del Consiglio Superiore della Magistratura ottenendo 105 voti, non sufficienti per essere eletta dal Parlamento in seduta comune.
Dal maggio 2005 al giugno 2006 ha ricoperto la carica di Assessore al Diritto allo Studio - con deleghe all'Università, alla pubblica istruzione, alla ricerca scientifica e ai beni culturali - nella Regione Puglia.
Nel 2004 è candidata coi Verdi alle elezioni europee, nella circoscrizione Centro, senza risultare eletta.

### Elezione a deputato
Alle elezioni politiche del 2006 è candidata alla Camera dei Deputati nelle liste della Federazione dei Verdi nelle circoscrizioni Lazio 1 (in quinta posizione) e Puglia (sempre in quinta posizione), risultando la prima dei non eletti nella circoscrizione Puglia.
Il 4 luglio 2006, in seguito alle dimissioni di Domenico Lomelo (che la precedeva in lista), diventa deputata della XV Legislatura.
Alla Camera dei Deputati ha svolto i seguenti incarichi: Capogruppo dei Verdi in Commissione Giustizia; Vicepresidente del Comitato permanente per i problemi penitenziari; Componente del Comitato parlamentare per i procedimenti d'accusa e Membro della Giunta per le autorizzazioni.
Alle elezioni politiche del 2008 è ricandidata alla Camera dei Deputati, nella circoscrizione Lazio 1, nelle liste de La Sinistra l'Arcobaleno (lista elettorale di sinistra di cui fanno parte anche i Verdi), tuttavia non viene rieletta in quanto la suddetta lista non supera la soglia di sbarramento. 
Dal giugno 2008 fa parte del Consiglio direttivo dell'Eurispes. Dal 2009 aderisce a Sinistra Ecologia Libertà, di cui è fra i presidenti della Commissione nazionale di Garanzia.
La Fondazione Bellisario le ha assegnato la "Mela D'Oro" per l'impegno professionale ed accademico nel settore della giustizia (XXI Ediz. Premio Ballisario, Roma, 19 giugno 2009).
Il 18 settembre 2013 viene eletta, da parte del Senato della Repubblica Italiana, membro del Consiglio di presidenza della Corte dei conti.

### Componente del CSM
Il 23 settembre 2014 è eletta con 521 voti componente del Consiglio Superiore della Magistratura in quota SEL con quorum dei 3/5 dei votanti pari a 509 risultando la seconda eletta nell'undicesimo scrutinio (preceduta dal Sen. Avv. Pierantonio Zanettin con 525 voti in quota Forza Italia) andando così a completare con gli ultimi due mancanti il plenum del CSM con gli otto membri eletti dal Parlamento in seduto comune.
Il nome della Balducci è spuntato negli ultimi scrutini come accordo tra il PD e SEL in cambio del sostegno dei vendolani a Luciano Violante per il centrosinistra e Donato Bruno per il centrodestra come candidati alla Corte Costituzionale a discapito del M5S che si era opposto duramente a qualsiasi trattativa di votare il ticket Violante-Bruno (in cambio del loro candidato al CSM) boicottando le votazioni precedenti che così perde il posto che gli sarebbe spettato di diritto nel CSM come primo partito alle Politiche alla Camera e principale forza di opposizione (che scottava però anche la divisione tra il candidato ufficiale del movimento sostenuto da Grillo e dalla rete, Alessio Zaccaria, docente ordinario di Diritto privato e direttore del Centro per la Ricerca e l'Insegnamento del Diritto Privato Europeo presso l'Università di Verona e l'ex deputato PCI e magistrato cassazionista Nicola Colaianni, docente di Diritto Ecclesiastico presso l'Università di Bari secondo più votato dalla rete sostenuto da un gran numero di parlamentari). Tuttavia mentre PD e Forza Italia risultano fondamentali per l'elezione di Balducci quelli dei vendoliani non sono sufficienti per eleggere Violante e Bruno alla Consulta che vengono fermati. I precedenti eletti sono stati: il Sottosegretario di Stato al MEF Giovanni Legnini, il Sindaco di Arezzo Giuseppe Fanfani entrambi in quota PD (524-499 quinto scrutinio-10 settembre), l'ex Vicepresidente della Camera Antonio Leone in quota NCD (517 sesto scrutinio-11 settembre), l'ex Sottosegretario di Giustizia e Salute dei Governi Berlusconi Maria Elisabetta Alberti Casellati in quota FI, la docente di diritto processuale penale all'Università di Napoli Teresa Bene tecnico in quota PD, l'ex Ministro della Salute del Governo Monti e Reggente di Scelta Civica Renato Balduzzi (489- 486- 486 settimo scrutinio - 15 settembre)

### Sviluppi successivi
Nel luglio 2021 presenta insieme a Gianfranco Rotondi, l'associazione di ispirazione ambientalista "Verde è Popolare", di cui diventa portavoce nazionale.

## Opere
- Il sequestro preventivo nel processo penale. Milano, 1990.
- Misure cautelari interdittive e strumenti riparatorio-premiali nel nuovo sistema di responsabilità “amministrativa” a carico degli enti collettivi, in Indice penale, 2002, fasc. 2, p. 571.
- Rapporti tra sequestro preventivo e confisca con riferimento alle quote e azioni societarie nel reato di false comunicazioni (Nota a ord. GIP Trib. Milano 22 luglio 2002), in Foro Ambrosiano, 2003, fasc. 1, p. 45.
- Voce Intercettazioni (Proc. pen.), in Dizionario di diritto pubblico, diretto da Sabino Cassese, vol. IV, Giuffrè, Milano, 2006, p. 3164.
- Verso una modernizzazione delle professioni intellettuali, in AA.VV., Studi in tema di liberalizzazioni. Riflessi giuridici dell'evoluzione della disciplina - Atti del Convegno Lecce, 30-31 marzo 2007, a cura di E. Sticchi Damiani, Giappichelli, Torino, 2008, p. 93.
- Le intercettazioni “casuali” dei parlamentari all'indomani della sentenza Corte Cost. n. 390/2007, in Diritto penale e processo, 2009, n.3, 363.
- Verso una giustizia a “due velocità”: obbligatorietà dell'azione penale e criteri di priorità nella trattazione dei procedimenti, in Indice penale, n. 2, 2009 (in corso di pubblicazione).